# Europium
L'europium est un élément chimique, de symbole Eu et de numéro atomique 63. L’europium est un métal blanc argenté de la série des lanthanides qui réagit facilement avec l’air pour former un revêtement d’oxyde sombre. C’est le plus chimiquement réactif, le moins dense et le plus mou des éléments lanthanides. Il est suffisamment mou pour être coupé au couteau. L'europium a été isolé en 1901 et nommé d’après le continent européen. L'europium prend généralement l'état d'oxydation +3, comme les autres membres de la série des lanthanides, mais les composés ayant l’état d’oxydation +2 sont également courants. Tous les composés d’europium avec un état d’oxydation de +2 sont légèrement réducteurs. L’europium n’a pas de rôle biologique significatif et est relativement non toxique par rapport à d’autres métaux lourds. La plupart des applications de l’europium exploitent la phosphorescence des composés de l’europium. L’europium est l’un des éléments de terres rares les plus rares sur Terre.

## Caractéristiques notables

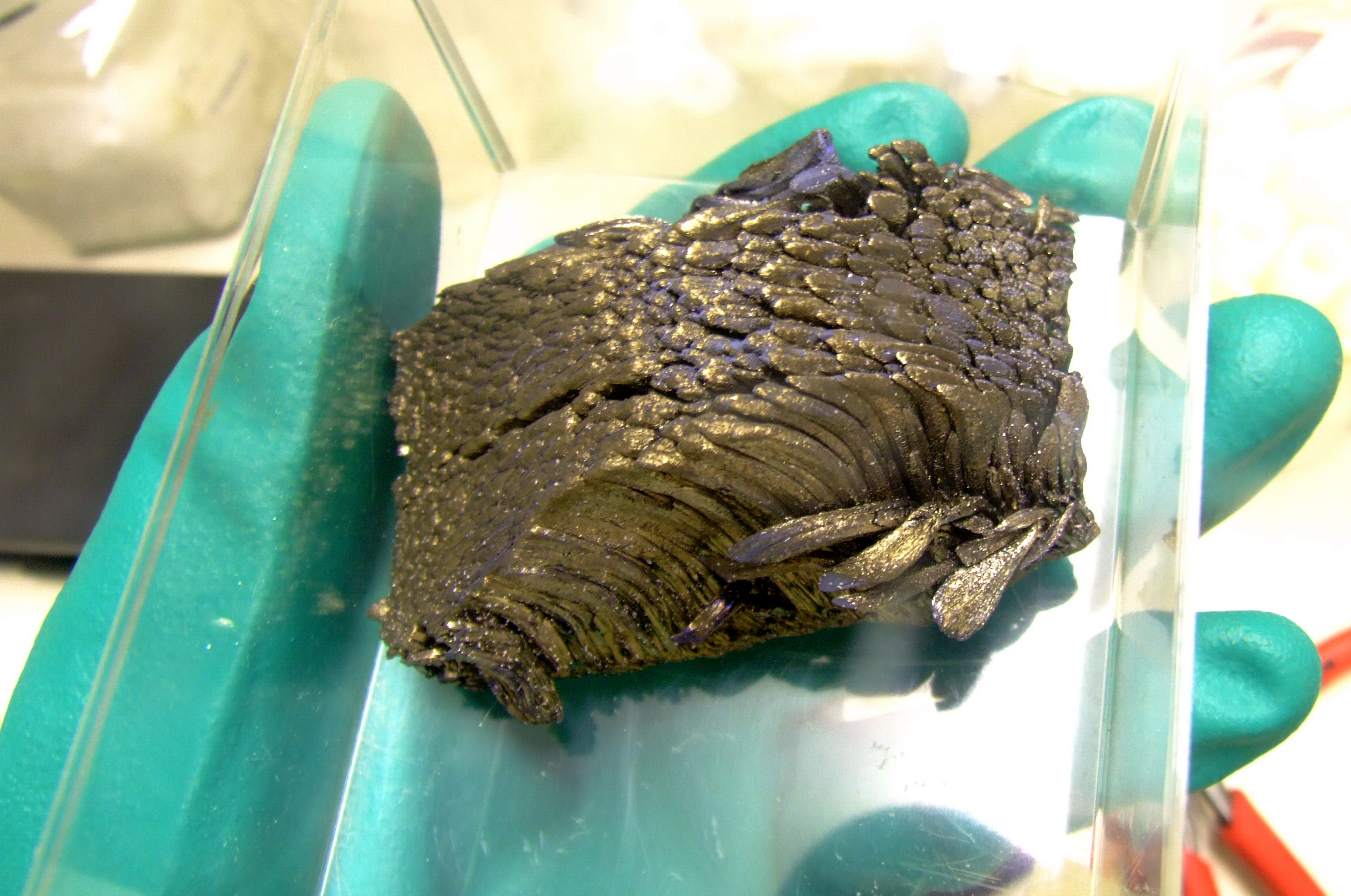
Echantillon dentritique d'europium pur à 99,998 % d'environ 300 g manipulé dans une boîte à gants.

### Propriétés physiques
L'europium est un métal ductile avec une dureté similaire à celle du plomb. Il cristallise dans le système cubique centré. Certaines propriétés de l'europium sont fortement influencées par sa sous-couche électronique f à moitié remplie. L'europium a le deuxième point de fusion le plus faible (après le cérium) et la plus faible densité de tous les lanthanides.
Refroidi à 1,8 K et soumis à une pression de 80 GPa, l’europium devient supraconducteur.

### Propriétés chimiques
L'europium est le plus réactif des éléments des terres rares.
- Il s'oxyde rapidement à l'air, pour donner du trioxyde d'europium selon la réaction : 4 Eu + 3 O2 → 2 Eu2O3
- Sa réaction est comparable à celle du calcium 20Ca lorsqu'il réagit avec l'eau : 2 Eu + 6 H2O → 2 Eu(OH)3 + 3 H2
- Il est aisément soluble dans l'acide sulfurique :

2 Eu + 3 H2SO4 + 18 H2O → 2 [Eu(H2O)9]3+ + 3 SO42− + 3H2
- Comme les autres terres rares (à l'exception du lanthane 57La), l'europium brûle dans l'air à environ 150 à 180 °C.

### Eu(II) vs. Eu(III)
Bien qu’il soit généralement trivalent, l’europium forme facilement des composés divalents. Ce comportement est inhabituel pour la plupart des lanthanides, qui forment presque exclusivement des composés avec un état d’oxydation de +3. L’état +2 a une configuration électronique 4f7 car la sous-couche f semi-remplie offre plus de stabilité. En termes de rayon ionique et de nombre de coordination, les ions europium(II) et baryum(II) sont similaires. Les sulfates de baryum et d’europium(II) sont également très insolubles dans l’eau. L’europium divalent est un agent réducteur doux, qui s’oxyde dans l’air pour former des composés Eu(III). Dans des conditions anaérobies, et particulièrement géothermiques, la forme divalente est suffisamment stable pour avoir tendance à être incorporée dans les minéraux du calcium et des autres terres alcalines. Ce processus d’échange d’ions est à la base de l’anomalie négative de l’europium, la faible teneur en europium de nombreux minéraux de lanthanides tels que la monazite, par rapport à l’abondance chondritique. La bastnäsite a tendance à présenter une anomalie d’europium moins négative que la monazite, et est donc la principale source d’europium aujourd’hui. La mise au point de méthodes simples pour séparer l’europium divalent des autres lanthanides (trivalents) a rendu l’europium accessible même lorsqu’il est présent à faible concentration, comme c’est généralement le cas.

## Isotopes
L'europium naturel est composé de 151Eu et de 153Eu. L'europium 153 étant le plus présent avec une abondance naturelle d'environ 52,2 %.

## Applications

### Domaine nucléaire
- Comme tous les isotopes des lanthanides pauvres en neutrons, l'europium a une bonne capacité à absorber les neutrons. On a aussi étudié son utilisation dans les réacteurs nucléaires. Majoritairement les barres de contrôle des réacteurs nucléaires des sous-marins russes utilisent l'europium. La section efficace est de 2 980 barns et les deux isotopes stables sont capturants.
- L'europium est un produit de fission, dont les rendements de fission sont faibles car les nombres de nucléons sont proches de la limite supérieure des gros fragments de fission. Les isotopes les plus stables formés sont :
  - d'une part l'europium 151 (quasi stable, T = 4,62 Ga) par décroissance bêta du samarium 151 (période 96,6 ans) qui est un poison neutronique (15 000 barns de section efficace) qui se transforme majoritairement en samarium 152 (stable) dans le cours du fonctionnement du réacteur ;
  - d'une part l'europium 153 (stable) formé par décroissance bêta du samarium 153 (période 46,8 h) ;
  - d'autre part l'europium 155 (période 4,76 an) qui est un poison neutronique qui se retrouve parmi les déchets à vie courte ;
  - d'autre part l'europium 156 (période 15 jours).

| Isotope   | 151Eu   | 152Eu  | 153Eu  | 154Eu | 155Eu | 156Eu  |
| Rendement | <<0,45% | neg.   | 0,14 % | neg.  | 0,03% | 0,01 % |
| Barns     | 5 900   | 12 800 | 312    | 1 340 | 3 950 |        |

### Autres domaines
Les applications commerciales de l'europium sont limitées.
- Il est utilisé pour doper certains verres afin de faire des lasers à l'état solide.
- L'europium trivalent en particulier sous forme d'oxyde d'europium(III) Eu2O3 est utilisé pour doper les phosphores de tubes cathodiques notamment le vanadate d'yttrium YVO4 dans des phosphores rouges. L'europium divalent est utilisé dans une autre matrice pour produire des phosphores bleus. Le thiogallate de strontium SrGa2S4 dopé par l'europium donne une phosphorescence verte persistant plusieurs secondes. L'aluminate de strontium SrAl2O4 dopé par l'europium émet dans le bleu (450 nm) à basse température, et dans le vert (520 nm) à température ambiante et basse température. Des phosphorescences avec des longueurs d'onde plus grandes sont possibles au prix du rendement.
- L'europium est utilisé en géochimie, pour retracer l'origine de roches et de minéraux. Il se concentre en particulier, à l'état EuII, dans les plagioclases calciques (riches en anorthite), par substitution du calcium. Par exemple, les highlands lunaires (anorthosites) présentent une anomalie positive en europium par rapport aux autres terres rares, alors que les mers lunaires (coulées basaltiques) sont appauvries en cet élément.
- L'europium et ses dérivés peuvent être utilisés pour modifier le déplacement chimique de certains noyaux en RMN (résonance magnétique nucléaire), après fixation sélective sur des atomes de type base de Lewis par exemple. Ceci permet de déterminer des structures moléculaires complexes de produits organiques naturels ou de synthèse[12].

## Histoire
L'europium fut découvert par Paul-Émile Lecoq de Boisbaudran en 1890, qui obtint une fraction concentrée de samarium-gadolinium possédant des raies spectrales n'appartenant ni au samarium ni au gadolinium. Toutefois, le crédit de la découverte est généralement attribué au chimiste français Eugène Anatole Demarçay, qui suspecta en 1896 que des échantillons de samarium récemment découverts étaient contaminés par un élément inconnu. Il fut capable d'isoler l'europium en 1901.
Des clathrates d'europium ont été synthétisés dans l'espoir qu'ils aient des propriétés thermoélectriques intéressantes.

## Toxicologie, écotoxicologie
Les phénomènes de complexation et de bioaccumulation de l'europium au niveau cellulaire et moléculaire sont longtemps restés inconnus, faute d'études.
À l'état trivalent l'europium (en tant qu'analogue des actinides trivalents) et l'uranium(VI) interagissent avec certaines protéines (phytochélatines) connues pour protéger les cellules des effets de l'intrusion dans un organisme végétal de métaux lourds toxiques, et qu'on pensait aussi impliquées dans la séquestration des radionucléides au sein d'organismes vivants. La réactivité de leurs sous-entités constitutives (glycine, acide glutamique, cystéine ; polypeptides (glutathion réduit et oxydé) a aussi été étudiée, de même que la spéciation des contaminants en solution (stœchiométrie) et que les constantes d’équilibre associées à la formation de ces espèces.
Les sous-entités ont montré un pouvoir complexant moyennement élevé vis-à-vis des radionucléides (log ß1,1 de l’ordre de 2 ou de 5, à pH 3 ou 6 respectivement), avec des espèces produites qui sont mononucléaires (une seule molécule de ligand par espèce (1:1)) et des interactions liées aux groupements durs (oxygénés). Mais certaines phytochélatines (PC2 à PC4) complexent plus efficacement l’europium, tant pour des solutions synthétiques imitant le contexte  « biologique » (pH neutre et force ionique de 0.1mol/L, etc.), que lors de contaminations cellulaires réelles par différentes quantités d'europium. Les cellules ont significativement capté l'europium.

## Gisements
En avril 2018, alors que la Chine et l'Australie sont les premiers producteurs de terres rares, dans la revue Nature des chercheurs japonais estiment que les gisements nouveaux détectés à l'Est du Japon représentent sur 2 500 km2 environ 16 millions de tonnes de terres rares, situées dans le sédiment marin, à plus de 5 000 mètres de profondeur ; sur 2 499 km2, le fond contiendrait là plus de 16 millions de tonnes d'oxydes de terres rares, soit 620 ans d'approvisionnement mondial d'europium (et aussi 780 ans de réserve d'yttrium, 730 ans pour le dysprosium, 420 ans pour le terbium, selon une publication d'avril 2018 dans Scientific Reports,.
La Roumanie a des mines de terres rares produisant de l'europium et du dysprosium. Fermées dans les années 1980, on envisage en 2019 de les rouvrir.